# Not at All
Not at All è un singolo della rock band inglese Status Quo, uscito nell'ottobre del 1989.

## La canzone
Pur costituendo una buona prova blues distinta da lente cadenze boogie rock e piacevoli melodie, il brano viene dato alle stampe con sonorità che si rivelano troppo deboli e svigorite alla pari, peraltro, di quanto accade per l'infelice album Perfect Remedy dal quale viene estratto.
Il singolo si ferma al n. 50 nelle classifiche inglesi.

## Tracce
1. Not at All - 2:51 - (Rossi/Frost)
2. Everytime I Think of You  - 3:48 - (Rich/Edwards/Paxman)
3. Gone Thru the Slips - 3:39 - (Bown)

## Formazione
- Francis Rossi (chitarra solista, voce)
- Rick Parfitt (chitarra ritmica, voce)
- Andy Bown (tastiere, chitarra, armonica a bocca, cori)
- John 'Rhino' Edwards (basso, voce)
- Jeff Rich (percussioni)